# Skogskyrkogården
Skogskyrkogården, El Cementiri del Bosc en suec, està situat al sud de la ciutat d'Estocolm. Els arquitectes suecs Erik Gunnar Asplund i Sigurd Lewerentz van ser els guanyadors d'un concurs l'any 1915 per a la construcció d'un gran cementiri a Estocolm.
El nom de la seva proposta va ser "Tallum", nom que deriva del terme pi (en suec Tall). El cementiri està construït adaptant-se a la naturalesa del bosc, amb diverses capelles i un crematori. La seva forma ha estat un model seguit en la construcció d'altres cementiris. És un lloc que inspira tranquil·litat. Les xifres del cementiri ronden les 50.000 tombes. A més, disposa de dues àrees de bosc ("Bosc del record"), on s'enterra de forma anònima; al voltant d'aquests boscos es poden deixar flors, encendre espelmes i meditar.
A Suècia s'acostuma a enterrar les restes després d'ésser incinerats. Skogskyrkogården va ser declarat Patrimoni de la Humanitat l'any 1994 per la UNESCO.
En aquest cementiri trobem les restes de l'actriu Greta Garbo.

## Famosos enterrats
- Anton Nilson (1887-1989), revolucionari comunista
- Erik Gunnar Asplund (1885-1940), arquitecte
- Greta Garbo (1905-1990), actriu
- Lennart "Nacka" Skoglund (1929-1975), futbolista
- Tim Bergling (1989-2018), DJ

## Imatges

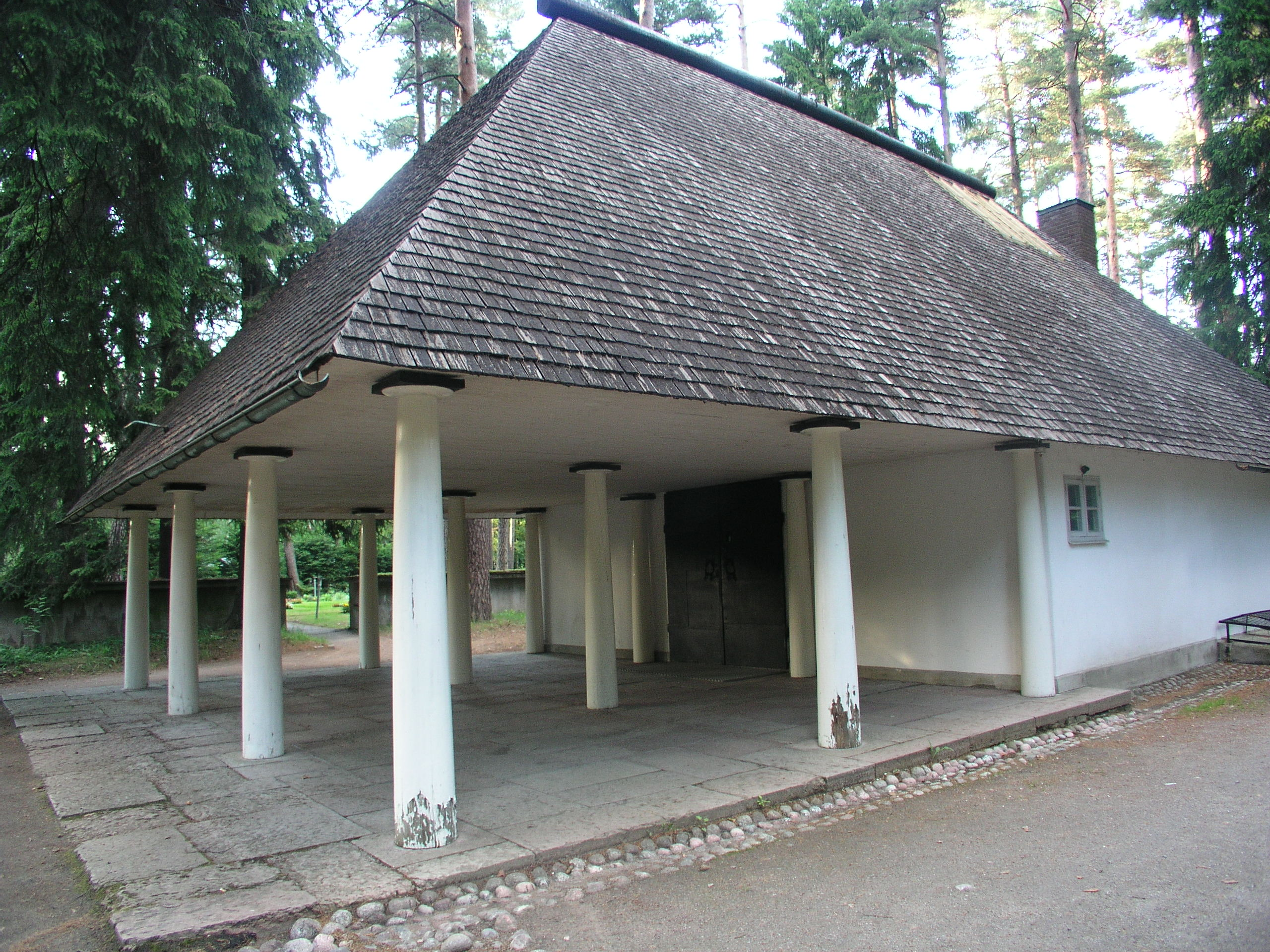
Skogskapellet Capella del bosc
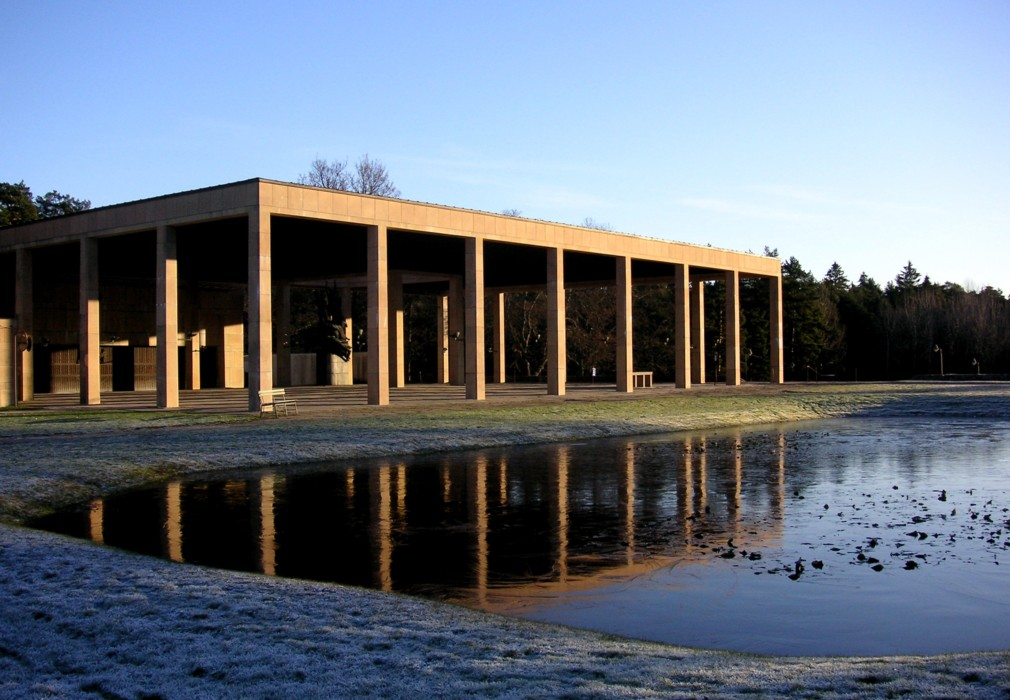
Capella de la Creu Santa
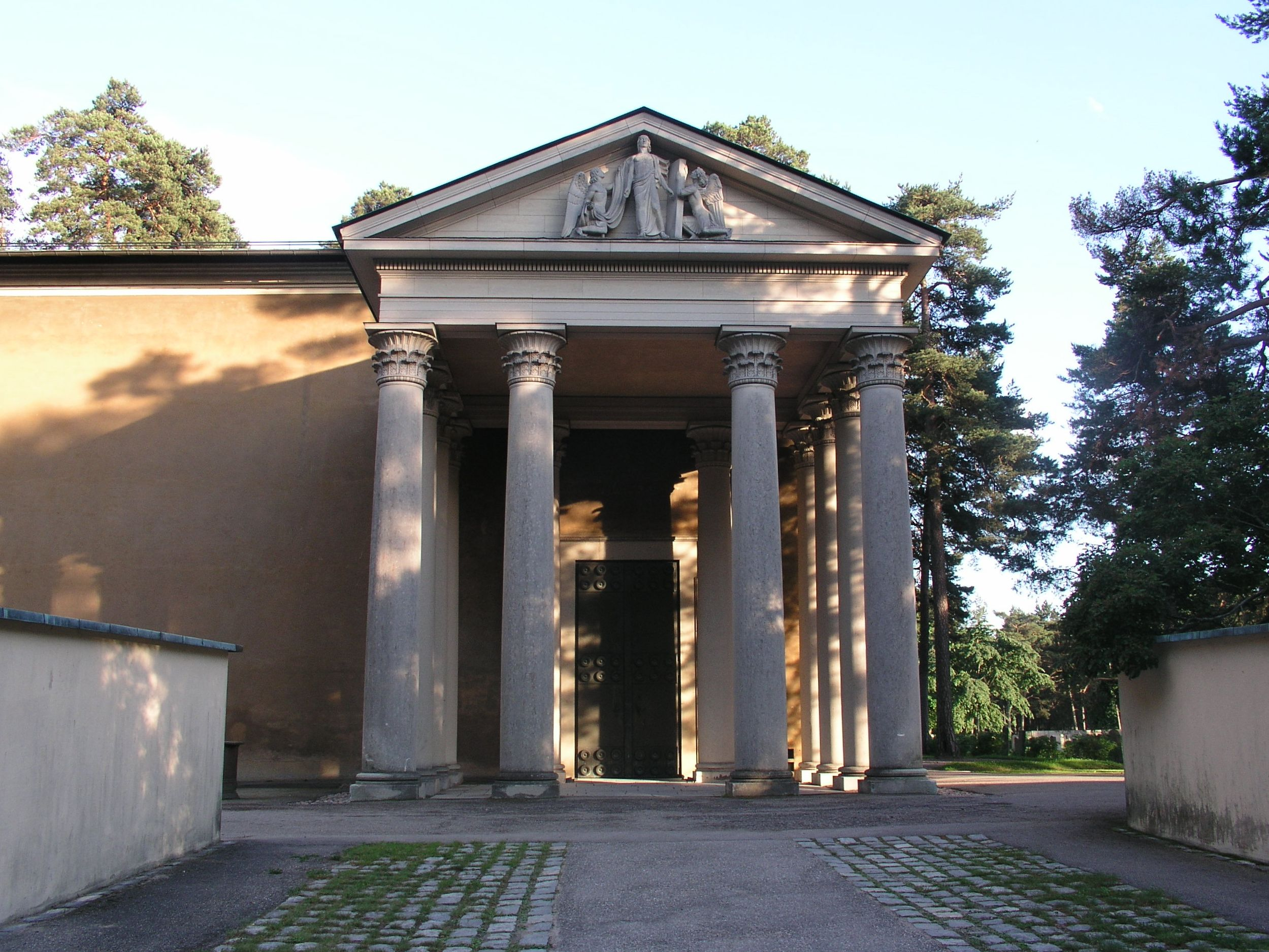
Uppståndelsekapellet Capella de la Resurrecció
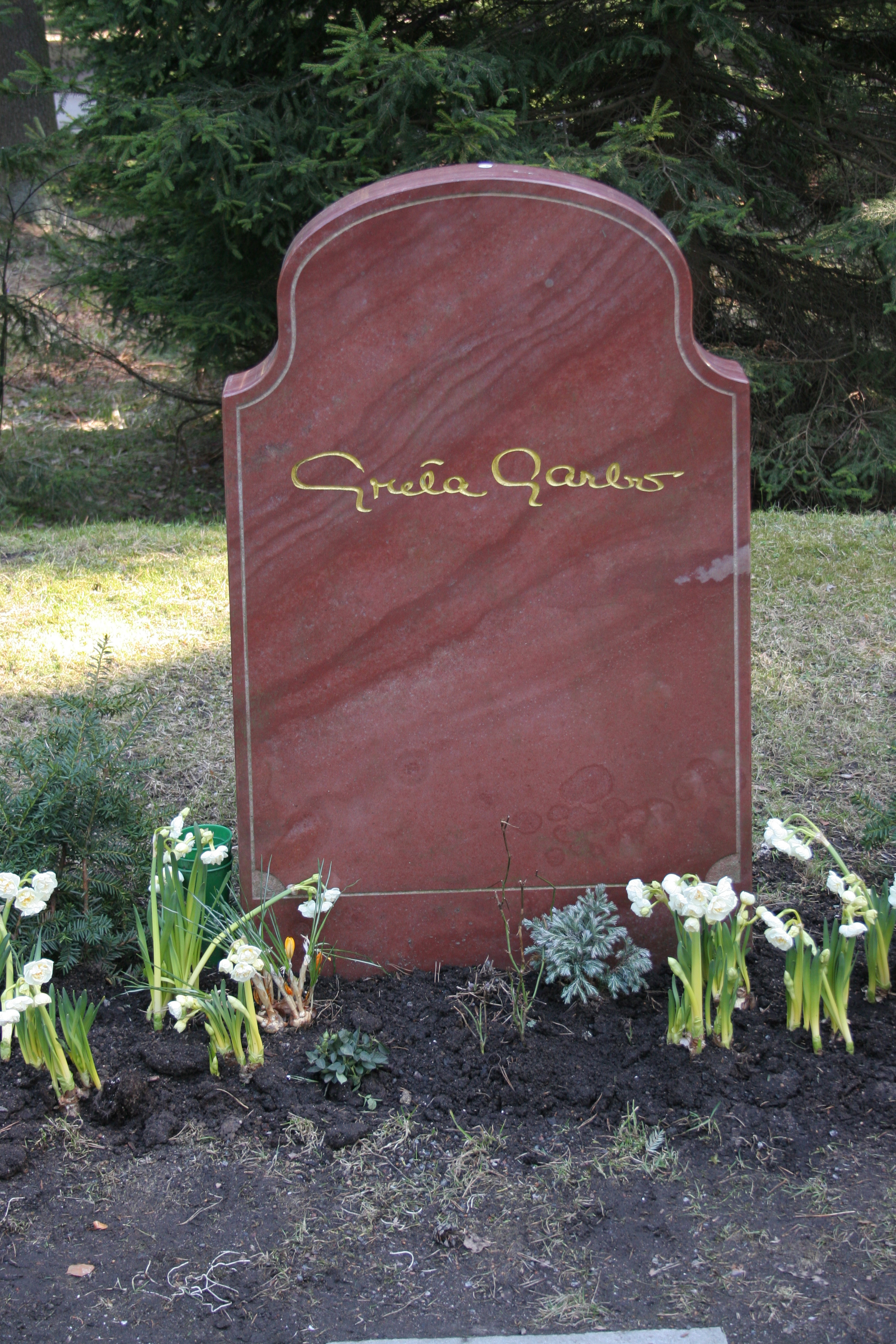
Làpida de Greta Garbo
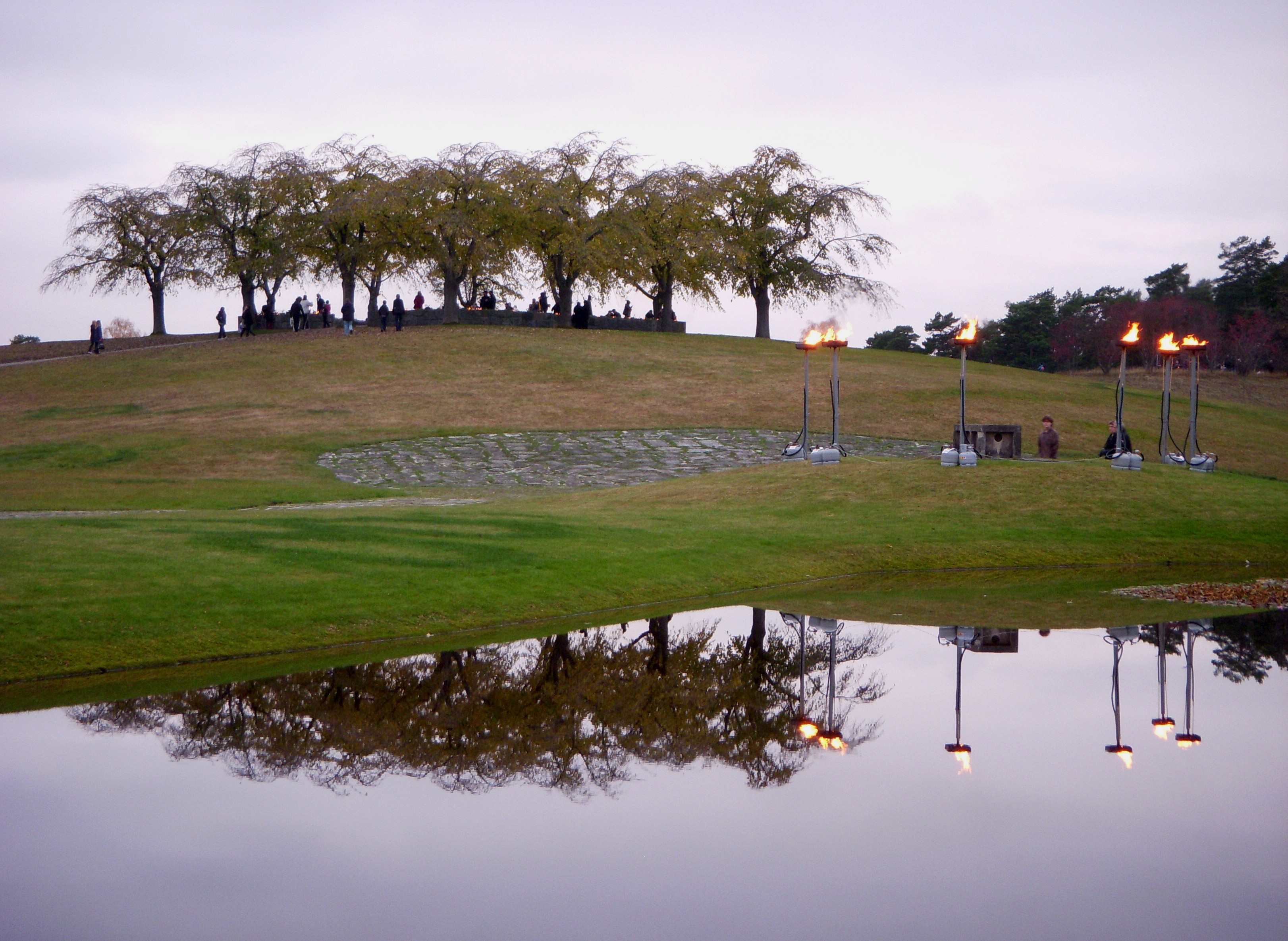
Almhöjden Mont de la meditació